# L'Œil d'Ayem
L'Œil d'Ayem est un magazine diffusé depuis le 15 mai 2014 sur MCM (saison 1) puis dès le 11 octobre 2014 sur June (à partir de la saison 2), animé par Ayem Nour. Tandis que la saison 1 est consacré uniquement au festival de Cannes, la saison 2, elle, présente une sélection de programmes et partage les coulisses des plus grands événements people de la capitale française.

## Épisodes

### Saison 1 (2014)
Lancé durant le festival de Cannes 2014, L’Œil d'Ayem à Cannes fait découvrir les coulisses du festival et va à la rencontre des stars du cinéma. Diffusé sur MCM et sur le site du magazine Public, le programme se décline en 10 épisodes pour une diffusion entre le 15 mai et le 25 mai 2014.
Liste des épisodes
- Épisode 1 : Martinez et luxe à l'honneur

Ayem visite dans un premier temps la chambre la plus luxueuse de l’hôtel Martinez. Par la suite, elle se rend chez un loueur de voiture qui accueille de nombreuses stars puis Ayem débarque dans un showroom d'une célèbre maison de joaillerie.
- Épisode 2 : Spa et Grace de Monaco

Ayem profite d'une séance de bien-être au Martinez. Le programme revient également sur la première montée des marches des célébrités.
- Épisode 3 : Bob Sinclar et Christophe Beaugrand débarquent

Ayem est reçu par Christophe Beaugrand dans son émission de radio. Lesley, la reporter, interview Bob Sinclar et assiste à sa grande soirée.
- Épisode 4 : Les fêtes à Cannes

Ayem se rendra au V.I.P Room afin de rencontrer Jean-Roch. Lesley se rend à un gala de charité afin d'y poser une question piège. L'émission part également découvrir quels stars font le succès du 64e festival de Cannes.
- Épisode 5 : Diamants et baskets, les deux mondes de Cannes
- Épisode 6 : Chasseurs de stars et babysitting
- Épisode 7 : Les reporters prennent le large
- Épisode 8 : Un casting explosif
- Épisode 9 : Ayem et Sharon Stone, les deux stars de Cannes
- Épisode 10 : Montée des marches pour le final !

### Saison 2 (2014/2015)
Pour sa seconde saison, le programme est diffusé sur la chaîne June et suit Ayem dans les différents événements parisiens.
Liste des épisodes
- Épisode 1 - samedi 11 octobre 2014
- Épisode 2 - samedi 18 octobre 2014
- Épisode 3 - samedi 25 octobre 2014
- Épisode 4 - samedi 8 novembre 2014
- Épisode 5 - samedi 15 novembre 2014
- Épisode 6 - samedi 22 novembre 2014
- Épisode 7 - samedi 29 novembre 2014
- Épisode 8 - samedi 6 décembre 2014
- Épisode 9 : Best of - samedi 3 janvier 2015
- Épisode 10 : Best of 2 - samedi 10 janvier 2015
- Épisode 11 : Social Club & Soirée Swatch - samedi 17 janvier 2015
- Épisode 12 : Bollywood Express - samedi 24 janvier 2015
- Épisode 13 : Rugby, le Stade français à Paris - samedi 31 janvier 2015
- Épisode 14 - samedi 14 février 2015
- Épisode 14 - samedi 28 février 2015
- Épisode 15 - dimanche 8 mars 2015
- Épisode 16 : Nos chers voisins & Mister France 2015 - samedi 14 mars 2015
- Épisode 17 : Mistinguette - samedi 14 mars 2015
- Épisode 18 :  samedi 4 avril 2015
- Épisode 19 :  samedi 18 avril 2015